# Vida cruel
Vida cruel es el segundo disco solista del músico argentino Andrés Calamaro, editado en 1985 por el sello CDA.

## Detalles
Este álbum contó con la participación de Luis Alberto Spinetta, Charly García, Richard Coleman, Fernando Samalea, y Roberto Petinatto entre otros. 
El disco maneja un estilo experimental e íntimo del artista, consecuencia de su separación de Los Abuelos de la Nada, aunque moviéndose dentro del sonido pop rock de los ochenta. 
Todas las canciones fueron compuestas por Andrés Calamaro a excepción de "Vi la raya" (escrita junto a Charly García) y "Fotos de ídolos", original de Richard Coleman y Fernando Samalea.

## Lista de temas
1. Qué Vida Cruel (Andrés Calamaro) - 3:54
2. Dice un Proverbio Chino (Andrés Calamaro) - 4:04
3. El Mejor Hotel (Andrés Calamaro) - 2:30
4. Vi la Raya (Andrés Calamaro, Charly García) - 3:32
5. Fotos de Ídolos (Andrés Calamaro, Fernando Samalea) - 3:57
6. Acto Simple (Andrés Calamaro) - 3:57
7. Sin Despedirme (Andrés Calamaro) - 4:38
8. Sobran Habitaciones (Andrés Calamaro) - 3:08
9. No Me Manden al África (Andrés Calamaro) - 3:54
10. Principios (Andrés Calamaro) - 3:34

## Músicos
- Andrés Calamaro - Voz líder, teclados
- Fernando Samalea - Batería, percusión
- Richard Coleman - Guitarra
- Eduardo Cano - Bajo
- Gringui Herrera - Guitarra
- Fabián Von Quintiero - Teclados

Invitados:
- Charly García - Teclados, Voces (en “Acto Simple” y “Ví la Raya”)
- Luis Alberto Spinetta - Guitarra, Voz (en “Ví la Raya”)
- “El Gonzo” (Gonzalo Palacios) - Saxo
- Daniel Melingo - Saxo (en “Acto Simple”)
- Roberto Petinato - Saxo (en “El Mejor Hotel”)
- Stuka - guitarra (en “Acto Simple”, “Dice un Proverbio Chino”)
- Ariel Rot - Guitarra, Coro (en “Acto Simple”)

- Producido por Andrés Calamaro, a excepción de “Vi la Raya” (producida por Charly García), “Acto Simple” (producida por Charly García, Ariel Rot y Andrés Calamaro), y “Fotos de Ídolos” (producida por Andrés Calamaro y Richard Coleman)
- Grabado en 24 canales en Estudios Panda (Buenos Aires), 1985
- Remix por Andrés Calamaro y Mario Breuer
- Fotografía por Andy Cherniavsky
- Diseño por Carlos Mayo